# جارلينسون بانتانو
جارلينسون بانتانو (بالإسبانية: Jarlinson Pantano)‏ (و. 1988  م) هو دراج على المضمار، ودراج كولومبي، ولد في كالي، مركز لعبه هو متخصص التسلق ‏.

## سجل الفوز

### سباقات أو مراحل فاز بها
| التاريخ        | السباق                         | المركز                                |
| -------------- | ------------------------------ | ------------------------------------- |
| 01 يناير 2008  | Grand Prix Guillaume Tell 2008 | المركز الثاني                         |
| 12 سبتمبر 2010 | تور دي أفينير 2010             | الفائز في ترتيب التسلق، المركز الثالث |
| 03 مارس 2012   | ستراد بينك 2012                | المرتبة 12 في التصنيف العام           |
| 14 مارس 2012   | تيرينو ادرياتيكو 2012          | الرابع في تصنيف الجبال                |
| 26 مايو 2013   | طواف إيطاليا 2013              | الثامن في تصنيف أفضل شاب              |
| 01 يونيو 2014  | طواف إيطاليا 2014              | التاسع في تصنيف الجبال                |
| 25 يناير 2015  | داون أندر 2015                 | التاسع في التصنيف العام               |
| 26 يوليو 2015  | سباق طواف فرنسا 2015           | المرتبة 19 في التصنيف العام           |
| 21 فبراير 2016 | فولتا الغارف 2016              | الثامن في التصنيف العام               |
| 28 فبراير 2016 | غران بريمو دي لوغانو 2016      | الخامس في التصنيف العام               |
| 19 يونيو 2016  | طواف سويسرا 2016               | الرابع في التصنيف العام               |

## روابط خارجية
- جارلينسون بانتانو على موقع الاتحاد الدولي للدراجات (الإنجليزية)
- جارلينسون بانتانو على موقع أرشيف الدراجات (الإنجليزية)
- جارلينسون بانتانو على موقع إحصائيات الدراجات الإحترافية (الإنجليزية)
- جارلينسون بانتانو على موقع نسبة الدراجات (الإنجليزية)
- جارلينسون بانتانو على موقع CycleBase (الإنجليزية)
- جارلينسون بانتانو على موقع أوليمبيديا (الإنجليزية)